# Magsaysay (Lanao del Norte)
Magsaysay ist eine philippinische Stadtgemeinde in der Provinz Lanao del Norte. Sie hat 19.019 Einwohner (Zensus 1. August 2015).

## Baranggays
Magsaysay ist politisch in 24 Baranggays unterteilt.
| - Babasalon - Baguiguicon - Daan Campo - Durianon - Ilihan - Lamigadato - Lemoncret - Lubo - Lumbac - Malabaogan - Mapantao - Olango | - Pangao - Pelingkingan - Lower Caningag (Perimbangan) - Poblacion (Bago-A-Ingud) - Rarab - Somiorang - Upper Caningag (Taguitingan) - Talambo - Tambacon - Tawinian - Tipaan - Tombador |